# Alpinanoplophilus azumayamanus
Alpinanoplophilus azumayamanus is een rechtvleugelig insect uit de familie grottensprinkhanen (Rhaphidophoridae). De wetenschappelijke naam van deze soort is voor het eerst geldig gepubliceerd in 1993 door Ishikawa.